# Снежана Ђуришић
Снежана Ђуришић (Горњи Милановац, 6. јун 1959) српска је певачица народне (фолк) музике. Једна је од најталентованијих и најцењенијих певачица на овим просторима, а током каријере, која траје више од пола века, од поштовалаца и публике стекла је епитет „краљица народне музике”. Прву плочу снимила је 1969. године, када јој је било девет година и до сада је снимила преко четрдесет носача звука (ЕП, ЛП, ЦД). Највећи хитови у досадашњој каријери су:  Имена ми мог, Причај ми, причај, Клео се, клео, Одакле си, селе, Између мене и тебе, тама, Срна, Куће мале, Све је прошло међу нама, Вратићу се, Кише, Исплачи се, Учинићу све, Мала соба три са три, Ти, она и ја, Ноћ се спрема, Наше тајне чува воденица, Лепи мој, Нико ме није волео као ти... Снимила је велики број трајних снимака за Радио Београд. Истакнута је естрадна уметница и добитница бројних награда и признања за свој рад, међу којима су и Национални естрадно-музички уметник Србије, Естрадно-музичка награда Србије за животно дело и Повеља Културно-просветне заједнице.

## Биографија
Рођена је 06. јуна 1959. године у Горњем Милановцу, док је детињство са родитељима Миланом и Даром и млађом сестром Мирјаном провела у Витковцу (Краљево). Таленат и изузетну музикалност показивала је од раног детињства, што су уочили њени родитељи и учитељ Тома Мартиновић. Када би са родитељима одлазила на вечеру у кафану, узимала би микрофон од певачице Јелице Цветковић и певала. Као девојчица учествовала је на такмичењу певача аматера Студио 6 вам пружа шансу певајући песму Лепе Лукић „Удати се никад нећу” и освојила дебитантску прву награду, чиме је стекла право да сними плочу. Због изузетног талента и гласовних могућности, називали су је чудом од детета.
Прву плочу снимила је са девет година. Након наступа на фестивалу Београдско пролеће 1971. године, позвана је на Титов рођендан у Дому омладине, да би је председник потом позвао да заједно са њим исече рођенданску торту. Тито је питао шта жели да буде кад порасте, а Снежана му је одговорила да жели да се бави певањем, али да у Краљеву нема средње музичке школе, као и да њен отац не може да добије прекоманду. Неколико месеци касније, Снежанин отац је добио прекоманду, због чега се цела породица преселила у Београд. У Београду је похађала основну школу „Веселин Маслеша” и музичку школу. Истовремено, снимала је плоче, при чему је услов да се бави певањем био да буде одличан ђак. У младости је тренирала џудо и пливање.
Када је напунила осамнаест година, 1977. године удала се за хармоникаша Слободана Гвозденовића. Наредне године родила је ћерку, а потом и сина (1980).

## Каријера

### Музички почеци и 1970-е године
Професионална музичка каријера Снежане Ђуришић почиње 1969. године, када је са свега девет година за Дискос из Александровца снимила своју прву плочу, названу Баки и деки/Мами и тати. Други ЕП, назван Поклон за рођендан објавила је 1971. године, а након наступа на фестивалу Београдско пролеће исте године, позвана је да присуствује рођендану председника Тита у Дому омладине. Од прве плоче, па до 1980. године снимила их је укупно шеснаест, од чега девет за Југотон, три за Београд диск и по две за ПГП-РТБ и Дискос, а на којима је сарађивала са најеминентнијим композиторима народне музике тог доба: Петар Танасијевић, Данило Живковић, Аца Степић, Милутин Поповић Захар, Радослав Граић, Новица Неговановић, Часлав Ђоковић и Жарко Павловић Ваљевац.
Први ЛП, назван Мој дилбере, куд се шећеш, снимила је 1979. године за Југотон. Исте године са песмом Сама са собом учествовала је на Хит паради, фестивалу на ком ће касније више пута учествовати, певајући неке од својих највећих хитова.

### 1980-е
Велики успех у каријери Снежане Ђуришић почиње почетком осамдесетих година албумима Нема ћара од бећара (1982) и Мала соба три са три (1983), објављеним за ПГП РТБ, са истоименим хитовима, чији су аутори чувени хитмејкери — композитор Драган Александрић и текстописац Радмила Тодоровић Бабић. О Снежаниној популарности сведочи и појављивање са неколико колега у серији Камионџије опет возе и филму Камионџије поново возе, у којима је певала песму Калуђеру мој, данас веома популарну. Такође, од 1984. године имала је певачку улогу у представи Мрешћење шарана, у којој је отпевала песме Ој, истино, Небројане чињенице, Слушам сваког и Све је лепо, све је красно. Исте године у сарадњи са Мирољубом Аранђеловићем Кемишом снимила је албум са хитовима: Све је прошло међу нама, коју многи сматрају Снежанином певачком личном картом, Помози ми да те заборавим и Све што радим, теби прија, са којом је учествовала на фестивалу МЕСАМ.
И у наредним годинама, успеси су се низали, а Снежана је постајала све популарнија певачица. 1985. године снима албум са сребрним тиражом Како је лепо било/Причај ми, причај, на ком се налази један од највећих хитова — песма Причај ми, причај. Исте године на фестивалу Илиџа са песмом Кад би још једном покушали осваја другу награду публике. 1986. године објавила је два албума. Најпре у фебруару албум Кад би још једном покушали са хитовима: Наше тајне чува воденица, Кад би још једном покушали, Вараш ме, мангупе, Ти си мени био све и Пуче јелек, пуче брука, а потом у новембру албум Изненади ме/Лако си ме преболео, који је достигао златни тираж. На овом албуму сарађивала је са следећим композиторима: Миша Мијатовић (Изненади ме), Новица Урошевић (Помоли се за моју срећу), Драган Александрић (Где да крене жена остављена и Тако си ме лако преболео), Радослав Граић (А могли смо срећни бити) и Раде Вучковић (Моје пролеће касни).
Албум Биће дана из 1988. године, на ком је почела сарадњу са продуцентом и аранжером Драганом Стојковићем Босанцем, донео је нове хитове: Имена ми мог, Ноћ се спрема, Нек' се зна, Још у мени живиш, а штампан је у платинастом тиражу. Исте године са песмом Тебе нема, мило моје (Коме да причам своју бол) учествовала је на фестивалу народне музике Вогошћа у  Сарајеву. Године 1989. снимила је албум са изворним и компонованим народним песмама — Одакле си, селе, Јутрос ми је ружа процветала, Ој, ливадо, росна траво... и учествовала на првом Шумадијском сабору са песмом Црно око, а потом и на МЕСАМ-у са песмом Добривоја Доце Иванковића Док ја волим њега. У сарадњи са продуцентом и аранжером Драганом Стојковићем Босанцем и композиторима Милутином Поповићем Захаром, Мишом Мијатовићем и Драганом Александрићем 1990. године снимила је хит-албум Учинићу све. Највећи хитови са овог, у дијамантском тиражу штампаног, албума су Учинићу све, Кише, Исплачи се и Ударио тук на лук, али су веома популарне и остале песме: Остаде ми песма, Пукло би срце, Пољуби ме и Тебе нема, мило моје. Те године на фестивалу Шумадијски сабор за песму Не дај се, срце осваја награду за најбољу интерпретацију, а у Дому синдиката одржава први солистички концерт у Београду.

### 1990-е
У јануару 1991. године наступа на манифестацији "Посело године", а у децембру на МЕСАМ-у са песмом Ој, Крушевцу, Лазарево царство, снимљеном нешто раније поводом 600 година Косовског боја. 1992. године снимила је албум Љубав је рај са песмама Клео се, клео и Певам за љубави старе и учествовала на фестивалу МЕСАМ, на ком је за извођење баладе Кад срце срцу каже збогом освојила награду за најбољу интерпретацију. На албуму објављеном 1994. године сарађује са Зораном Старчевићем, а резултат успешне сарадње биле су песме Између мене и тебе, тама, Да сам волела, Неће срце... Годину 1996. обележили су учешће на последњем МЕСАМ-у, два албума — Истина за ПГП РТС, са хитовима Куће мале и Ти би мог'о да ме спасиш и Она ти срце сломила у сарадњи са Зораном Старчевићем, као и солистички концерт 3. октобра у Дому синдиката у Београду. Године 1997. објавила је два албума у издању ЗАМ-а: Краљица и Зоро, сестро, са песмама: Ти, она и ја, Врати се још једном, Благујно дејче (дует са Шабаном Шаулићем), Зоро, сестро, Три бунара... Наредне године, учествовала је на фестивалу Моравски бисери и снимила албум са четрнаест песама, међу којима су: Ћуд је женска смијешна работа, Хармонико моја, Санак ме мори. Са албума Да ми је из 2000. године, као велики хит издвојила се песма Срна.

### 2000-е
Албум из 2001. године је, као и претходни, објављен у издању ЗАМ-а, а након паузе од три године, 2004. године снима албум за Гранд продукцију, чији је продуцент Мирољуб Аранђеловић Кемиш. Октобра 2006. године учествовала је на првом Гранд фестивалу, на ком је певала баладу Буди мушко. У наредним годинама снимила је песме Дуња и Да заиграм, да запевам, а 2009. године, после пет година дискографске паузе, за Гранд продукцију објавила је албум, са ког су се издвојиле песме Велика кућа, велики град, Добро се оженио, Лажеш ме, љубави моја. На трећем Гранд фестивалу, одржаном у марту 2010. године, певала је баладу Лепи мој. Иако песма није освојила ниједну награду, постала је један од највећих хитова.

### 2010-е
Године 2011. снимила је обраду песме Ђурђевдан, а наредне година преснимила је песму Волим те, иако не смем, коју је својевремено изводила Аземина Грбић. Такође, у овом периоду снимила је и песме Очев завет (2012), Кандило (2012) и Како да се помирим са тим (2013). У периоду од 2013. до 2015. године била је стални члан стручног жирија у музичком такмичењу Звезде Гранда, да би 2015. године постала члан продукцијског жирија и музички уредник овог такмичења. На Гранд фестивалу поново је учествовала 2014. године, када је и победила, певајући баладу Нико ме није волео као ти.
23. фебруара 2015. године одржала је солистички концерт у Великој дворани београдског Сава центра. У наредним годинама снимила је неколико песама и добила бројна признања, најпре 2016. године признање Нај жена 21. века у области народне музике и Естрадно-музичку награду Србије, а потом Естрадно-музичку награду Србије за животно дело, 2018. године. 2018. године њене песме Одакле си, селе и Цојле, Манојле, гласовима гледалаца и слушалаца Радио-телевизије Србије, сврстане су међу шездесет најлепших народних песама у такмичењу које је организовано поводом шездесет година телевизије.
Концертом у Сава центру, 17. априла 2019. године обележила је педесет година успешне каријере. Том приликом уручена јој је Повеља за животно дело Културно-просветне заједнице Србије. Савез естрадно-музичких уметника Србије јој је 2020. године доделио признање "Национални естрадно-музички уметник Србије".

## Награде и признања
- Национални естрадно-музички уметник Србије (2020)[8]
- Повеља за животно дело Културно-просветне заједнице Србије (2019)
- Дама године — за рад, стваралаштво и изузетан допринос (2019)
- Естрадно-музичка награда Србије за животно дело од стране Савеза естрадно-музичких уметника Србије (2018)
- Бечки Оскар популарности — најквалитетнија женска интерпретација (2018)
- Повеља за изузетан допринос развоју естрадно-музичке делатности од стране Савеза естрадно-музичких уметника Србије и Самосталног синдиката естрадних уметника и извођача Србије (2016)
- Естрадно-музичка награда Србије (2016)
- Нај жена 21. века у области народне музике (2016)
- Победник Гранд фестивала (2014)
- Награда за интерпретацију — МЕСАМ (1992)
- Награда за интерпретацију — Шумадијски сабор (1990)
- Илиџа 1985. — II награда публике

## Занимљивости
- Прву плочу снимила је са девет година и паралелно са похађањем основне и музичке школе снимала плоче.
- Због гласовних могућности називали су је чудом од детета.
- На Избору за Мис Југославије 1977. године, освојила је титулу прве пратиље.
- Од 1984. године имала је певачку улогу у представи Мрешћење шарана Звездара театра, у којој је певала песме Ој, истино, Небројане чињенице, Слушам сваког и Све је лепо, све је красно.
- Страствени је скијаш, а у младости је тренирала џудо и пливање.

## Најпознатије песме
- Нема ћара од бећара (1982)
- Мене нана негује и гледа (1982)
- Мала соба три са три (1983)
- Калуђеру мој (1983)
- Све је прошло међу нама (1984)
- Све што радим, теби прија (1984)
- Причај ми, причај (1985)
- Наше тајне чува воденица (1986)
- Кад би још једном покушали (1986)
- Ти си мени био све (1986)
- Изненади ме (1986)
- Помоли се за моју срећу (1986)
- Имена ми мог (1988)
- Ноћ се спрема (1988)
- Одакле си, селе (1989)
- Учинићу све (1990)
- Исплачи се (1990)
- Кише (1990)
- Ударио тук на лук (1990)
- Клео се, клео (1992)
- Између мене и тебе, тама (1994)
- Да сам волела (1994)
- Куће мале (1996)
- Ти би мог’о да ме спасиш (1996)
- Ти, она и ја (1997)
- Зоро, сестро (1997)
- Срна (2000)
- Вратићу се (2004)
- Боли, боли (2004)
- Велика кућа, велики град (2009)
- Лажеш ме, љубави моја (2009)
- Лепи мој (2010)
- Како да се помирим са тим (2013)
- Нико ме није волео као ти (2014)
- Робиња (2016)

## Дискографија
До сада је снимила 16 сингл-плоча, 23 студијска албума и неколико компилација.

### Сингл-плоче
- 1969. Баки и деки/Мами и тати (Дискос)
- 1971. Поклон за рођендан (Београд диск)
- 1972. Заволећу, заволећу (Београд диск)
- 1973. Опростите, млади смо (ПГП РТБ)
- 1974. Видела је моја мајка/Кад бих могла опет да се родим (Југотон)
- 1974. Пиши да ме волиш/Стрело љубави (Југотон)
- 1975. Хеј, судбино, хеј, животе/Вену успомене (Југотон)
- 1975. Чини ми се, чини/Дође јесен (Југотон)
- 1976. Чуј, чуј, мангупче/Што ми вреди што се надам (Југотон)
- 1976. Ја ноћас плакати нећу/Зашто те толико волим (Југотон)
- 1977. Једно нас сунце грејало дуго/Немој да ме љутиш (Југотон)
- 1978. Љубав сам ти, драги, дала/Касно смо се у животу срели (Југотон)
- 1979. На којој си страни света/Млади момци из чаршије (Југотон)
- 1979. Дилбер Јова њиву оро/То су били дани среће (Београд диск)
- 1979. Сама са собом (ПГП РТБ)
- 1980. Ко одваја тебе од мене/Нећу да живим сама (Дискос)[9]

### Албуми
- 1979. Мој дилбере, куд се шећеш (Југотон)
- 1979. Снежана Гвозденовић Ђуришић (Polyband)
- 1979. Душко Костић и Снежана Ђуришић са ансамблом Бранка Миленовића (Polyband)
- 1980. Не дај ме ником више (Дискос)
- 1980. Предраг Гојковић Цуне и Снежана Ђуришић — Кафу ми, драга, испеци (Дискотон)
- 1982. Нема ћара од бећара (ПГП РТБ)
- 1983. Мала соба три са три (ПГП РТБ)
- 1984. Све што радим теби прија/Помози ми (ПГП РТБ)
- 1985. Како је лепо било/Причај ми, причај (ПГП РТБ)
- 1986. Кад би још једном покушали (ПГП РТБ)
- 1986. Изненади ме/Лако си ме преболео (ПГП РТБ)
- 1988. Биће дана (ПГП РТБ)
- 1989. Одакле си, селе (ПГП РТБ)
- 1990. Учинићу све (ПГП РТБ)
- 1992. Љубав је рај (ПГП РТБ)
- 1994. Неће срце (М.и Т. Старчевић) и Pelex
- 1996. Истина (ПГП РТС)
- 1996. Она ти срце сломила (М. и Т. Старчевић)
- 1997. Краљица (ЗАМ и Discolux)
- 1997. Зоро, сестро (ЗАМ) и Vujin Trade Line AG
- 1998. Девет дана (ЗАМ)
- 2000. Да ми је (ЗАМ)
- 2001. Јача од живота (ЗАМ)
- 2004. За тебе слободна (Гранд продукција)
- 2009. Велика кућа, велики град (Гранд продукција)

### Компилације
- 1990. Снежана Ђуришић (ПГП РТБ)
- 2002. Мега хитови (ПГП РТС)
- 2004. Најлепше народне песме (ПГП РТС и Zmex)
- 2017. The best of Snežana Đurišić (Гранд продукција)

### Видеографија
- 1987. Звезде ПГП РТБ - Весна Змијанац, Снежана Ђуришић, Нада Топчагић (ПГП РТБ)
- 1997. Песме из душе - солистички концерт 1996 (ПГП РТС)

### Синглови
- 2008. Дуња
- 2009. Да заиграм, да запевам
- 2011. Ђурђевдан
- 2012. Кандило
- 2012. Волим те, иако не смем
- 2012. Очев завет
- 2013. Како да се помирим са тим
- 2015. Кад би било како нам је било
- 2016. Робиња
- 2017. Ниси ме чекао
- 2017. После тебе, ти
- 2019. Калуђеру мој — са Дејаном Петровићем и Биг бендом
- 2020. Немир и мир
- 2021. Oдавно си отишао, сине
- 2022. Рођена твоја да будем
- 2023. Мој геније

### Спотови
| Спот                                           | Година | Режисер          |
| ---------------------------------------------- | ------ | ---------------- |
| Вараш ме мангупе                               | 1986.  | —                |
| Ти си мени био све                             | 1986.  | —                |
| Кише                                           | 1990.  | —                |
| Ударио тук на лук                              | 1990.  | —                |
| Учинићу све                                    | 1990.  | —                |
| Исплачи се,отвори душу                         | 1990.  | —                |
| Измећу тебе и мене тама                        | 1995.  | —                |
| Ти би мог’о да ме спасиш                       | 1996.  | Дејан Милићевић  |
| 4 у 1 (Лепи мој, Кандило, Дуња, Клео се, клео) | 2012.  | Дејан Милићевић  |
| После тебе, ти                                 | 2017.  | Горан Шљивић     |
| Калуђеру мој                                   | 2019.  | Д. Шљивић        |
| Мој геније                                     | 2023.  | Бојан Стевановић |

## Фестивали
- 1971. Београдско пролеће — Шта је баби мило
- 1979. Хит парада — Сама са собом
- 1982. Хит парада — Нема ћара од бећара
- 1983. Хит парада — Дођи, никад није касно
- 1984. Хит парада — Све што радим, теби прија
- 1984. МЕСАМ — Све што радим, теби прија
- 1985. Илиџа — Кад би још једном покушали, II награда публике[10]
- 1985. Хит парада — Испричаће комшије
- 1986. Хит парада — Пуче јелек, пуче брука
- 1987. Хит парада — Лако си ме, лако, преболео
- 1988. Хит парада — Имена ми мог
- 1988. Вогошћа, Сарајево — Коме да причам своју бол
- 1989. Посело 202 — Ноћ се спрема
- 1989. Хит парада — Ноћ се спрема
- 1989. Шумадијски сабор — Црно око моје
- 1989. МЕСАМ — Док ја волим њега
- 1990. Посело 202 — Одакле си, селе
- 1990. Шумадијски сабор — Не дај се, срце, награда за интерпретацију
- 1990. Хит парада — Кише
- 1991. Посело године 202 — Ој Крушевцу, Лазарево царство (Недалеко од реке Расине) / Ударио тук на лук / Учинићу све
- 1991. МЕСАМ — Ој Крушевцу, Лазарево царство
- 1992. МЕСАМ — Кад срце срцу каже збогом, награда за интерпретацију
- 1995. Шумадијски сабор — Правићеш ме од пепела
- 1996. МЕСАМ — Истина
- 1998. Моравски бисери — Кајеш ли се
- 2006. Гранд фестивал — Буди мушко
- 2010. Гранд фестивал — Лепи мој
- 2014. Гранд фестивал — Нико ме није волео као ти, прва награда фестивала
- 2018. Фестивал "Драгиша Недовић", Крагујевац - Лепо ти је бити чобаница
- 2018. Фестивал севдалинке ТК, Тузла — Кад ја пођох на Бембашу / Чудна јада од Мостара града (Гошћа ревијалне вечери фестивала)
- 2019. Фестивал севдалинке ТК, Тузла — Звијезда тјера мјесеца / Чудна јада од Мостара града (Гошћа ревијалне вечери фестивала)
- 2019. Илиџа — Звијезда тјера мјесеца / Чудна јада од Мостара града, гошћа ревијалног дела фестивала
- 2019. Сабор народне музике Србије, Београд — Гошћа ревијалног дела фестивала
- 2020. Сабор народне музике Србије, Београд — Гошћа треће такмичарске вечери фестивала и добитница признања Национални естрадно-музички уметник Србије
- 2020. Фестивал севдалинке ТК, Тузла — Зелен лишће гору кити / Разбоље се Зарка (Гошћа ревијалне вечери фестивала)
- 2022. Сабор народне музике Србије, Београд, Сплет песама посвећених Мерими Његомир
- 2022. Фестивал севдалинке Севдалинко, у срцу те носим, Тузла — Мој дилбере / Санак ме мори (Ревијално вече фестивала)
- 2023. Сабор народне музике Србије, Београд — Гошћа ревијалног дела фестивала
- 2023. Илиџа — Кише / Клео се, клео, ревијално вече фестивала
- 2023. Фестивал севдалинке, Тузла - Дивље руже / Вихор ружу, гошћа ревијалне вечери фестивала
- 2024. Илиџа — гошћа ревијалног дела фестивала

## Концерти у Београду
- 1990. Дом синдиката
- 1996. Дом синдиката, 03. октобар
- 2015. Сава центар, 23. фебруар
- 2019. Сава центар, 17. април, Педесет година каријере

## Дуети и сарадње
- 1985. Расли смо под истим кровом — Снежана Ђуришић и Раде Радојичић
- 1986. Ја жалим ружу — Снежана Ђуришић и Халид Бешлић
- 1986. Не спомињи име моје — Снежана Ђуришић и Шериф Коњевић
- 1986. Не зови ме, нисам више твој — Снежана Ђуришић и Јашар Ахмедовски
- 1988. Комшиница, комшија — Снежана Ђуришић и Светомир Илић Сики
- 1989. Ој, девојко, цвете бели — Снежана Ђуришић и Света Томић Каубој
- 1990. Анђеле, анђеле, не — Снежана Ђуришић и Слободан Бетулић Бетула
- 1990. Чикаш ме, чикаш — Снежана Ђуришић и Борис Лазовић
- 1995. Молитва — Снежана Ђуришић, Снежана Савић и Зоран Калезић
- 1996. Шмекер — Снежана Ђуришић и Шабан Шаулић
- 1996. Мирис зрелих јабука — Снежана Ђуришић и Нино
- 1996. Бор, Неготин, Зајечар — Снежана Ђуришић и Драган Којић Кеба
- 1997. Благујно дејче — Снежана Ђуришић и Шабан Шаулић
- 1998. Танка жица, танке нити — Снежана Ђуришић и Нино
- 1999. Срели смо се код старог другара — Снежана Ђуришић и Мики Гајић
- 2001. Нисам више твоја — Снежана Ђуришић и Шабан Шаулић
- 2004. Триста дана — Снежана Ђуришић, Зорица Брунцлик и Верица Шерифовић
- 2005. Увек си ми фалила — Снежана Ђуришић и Мирослав Илић
- 2008. Сејо моја — Снежана Ђуришић и Емир Хабибовић
- 2009. Хеј, Србија — Снежана Ђуришић и Шабан Шаулић
- 2012. Бојим се самоће — Снежана Ђуришић и Беки Бекић
- 2019. Шумадијско коло — Снежана Ђуришић и Радиша Урошевић

## Филмографија
- 1982. Зелени кабаре
- 1983. Камионџије опет возе
- 1984. Камионџије поново возе
- 1984. Супермаркет